# Paterberg
Paterberg er en 400 meter lang og 80 meter høj bakke i kommunen Kluisbergen i den belgiske provins Østflandern. Den er én af mange brostensbelagte bakkeformationer i de Flamske Ardenner i den sydlige del af Østflandern, tæt på grænsen til Vallonien. Bakken er med sin 20% stigning bedst kendt for sin tilstedeværelse i mange flamske professionelle cykelløb, såsom Flandern Rundt, E3 Harelbeke og Dwars door Vlaanderen.